# Asmi
asmi（あすみ、2001年〈平成13年〉1月5日 - ）は、日本のシンガーソングライター。本名は非公開。大阪府・池田市出身。所属芸能事務所はROOFTOP。所属レーベルはソニー・ミュージックレーベルズ内のEchoes。

## 略歴
2019年7月、音楽活動開始。
同年10月16日、SPACE SHOWER MUSICより配信限定シングル「osanpo」でデビュー。2020年、十代才能発掘プロジェクト「十代白書」にてグランプリを獲得。同年5月27日、ラッパーのRin音の1stアルバム『swipe sheep』の収録曲「earth meal feat. asmi」に参加する。
2021年5月19日、MAISONdes「ヨワネハキ feat. 和ぬか, asmi」に参加し、Billboard JAPANの「TikTok HOT SONG Weekly Ranking」で4週連続1位を獲得する。さらに、同年8月25日にYouTubeチャンネル「THE FIRST TAKE」に出演し同曲を披露。
2022年3月30日、「PAKU」を配信リリース。作詞及び作曲は「なにやってもうまくいかない」を手がけたmeiyoが担当している。同年8月3日にYouTubeチャンネル「THE FIRST TAKE」に再び出演し同曲を披露。
2023年1月より、再びMAISONdesに参加し「アイワナムチュー feat. asmi, すりぃ」でテレビアニメ「うる星やつら」オープニングテーマを担当。同年2月6日には、オフィシャルファンクラブ「パンダまみれ」を開設し、同年3月25日〜3月26日・6月18日に初のファンクラブイベント「『Panda Secret Meeting』~初デート編~」を開催した。同年4月14日から、asmi feat. Chinozoとしてテレビアニメ「ポケットモンスター」リコとロイ編のオープニングテーマを担当している。
2024年4月5日、所属レーベルがEchoesになることを自身のXにて発表。

## 人物
- チョコレートが苦手であるが、好きな映画は「チャーリーとチョコレート工場」。
- 4つ上の姉がいる。
- 自宅にあるパンダのぬいぐるみが大好きで、ライブには必ず持って行く。オフィシャルファンクラブの名前「パンダまみれ」はここから名付けた。

## ディスコグラフィ

### シングル

#### CDシングル
|     | 発売日         | タイトル               | 規格 | 規格品番                     | オリコン | 収録アルバム |
| --- | -------------- | ---------------------- | ---- | ---------------------------- | -------- | ------------ |
| 1st | 2023年05月31日 | 『ドキメキダイアリー』 | CD   | SRCL-12527                   | -        | 『リボン』   |
| 2nd | 2023年08月30日 | 『破壊前夜のこと』     | CD   | SRCL-12586（通常盤）         | -        | （未収録）   |
| 2nd | 2023年08月30日 | 『破壊前夜のこと』     | CD   | SRCL-12587（期間生産限定盤） | -        | （未収録）   |
| 3rd | 2025年09月24日 | 『君がくれたもの』     | CD   |                              |          | （未収録）   |

#### 配信限定シングル
|      | 配信日         | タイトル                                                 | 規格                   | ビルボード | 収録アルバム |
| ---- | -------------- | -------------------------------------------------------- | ---------------------- | ---------- | ------------ |
| 1st  | 2019年10月16日 | 『osanpo』                                               | デジタル・ダウンロード | -          | 『bond』     |
| 2nd  | 2020年05月06日 | 『Lemon tea』                                            | デジタル・ダウンロード | -          | 『bond』     |
| 3rd  | 2020年07月29日 | 『cream soda』                                           | デジタル・ダウンロード | -          | 『bond』     |
| 4th  | 2020年12月02日 | 『memory』                                               | デジタル・ダウンロード | -          | （未収録）   |
| 5th  | 2021年03月10日 | 『例えば』                                               | デジタル・ダウンロード | -          | 『humming』  |
| 6th  | 2021年09月15日 | 『Call me』                                              | デジタル・ダウンロード | -          | （未収録）   |
| 7th  | 2022年02月09日 | 『Gerbera』                                              | デジタル・ダウンロード | -          | （未収録）   |
| 8th  | 2022年03月30日 | 『PAKU』                                                 | デジタル・ダウンロード | -          | 『リボン』   |
| 9th  | 2022年07月06日 | 『earth meal』                                           | デジタル・ダウンロード | -          | （未収録）   |
| -    | 2022年07月27日 | 『What's up』                                            | デジタル・ダウンロード | -          | （未収録）   |
| 10th | 2022年11月23日 | 『wish』                                                 | デジタル・ダウンロード | -          | （未収録）   |
| 11th | 2023年03月22日 | 『BLACK COFFEE』                                         | デジタル・ダウンロード | -          | 『リボン』   |
| 12th | 2023年05月31日 | 『ずっと』                                               | デジタル・ダウンロード | -          | （未収録）   |
| 13th | 2023年10月23日 | 『開青』                                                 | デジタル・ダウンロード | -          | 『リボン』   |
| 14th | 2023年11月17日 | 『大阪ランデヴ』                                         | デジタル・ダウンロード | -          | （未収録）   |
| 15th | 2024年04月03日 | 『UTAGE feat. Rin音, クボタカイ, A夏目, ICARUS, キズナ』 | デジタル・ダウンロード | -          | 『リボン』   |
| 16th | 2024年08月28日 | 『あっくん』                                             | デジタル・ダウンロード | -          | （未収録）   |
| 17th | 2024年10月22日 | 『こっち向いてほい』                                     | デジタル・ダウンロード | -          | （未収録）   |
| 18th | 2024年12月11日 | 『大きな玉ねぎの下で』                                   | デジタル・ダウンロード | -          | （未収録）   |
| 19th | 2025年02月07日 | 『手紙』                                                 | デジタル・ダウンロード | -          | （未収録）   |

### アルバム

#### オリジナルアルバム
|     | 発売日         | タイトル   | 規格 | 規格品番                     | オリコン |
| --- | -------------- | ---------- | ---- | ---------------------------- | -------- |
| 1st | 2020年09月09日 | 『bond』   | CD   | RTAS0001                     |          |
| 2nd | 2024年05月29日 | 『リボン』 | CD   | SRCL-12914（通常盤）         |          |
| 2nd | 2024年05月29日 | 『リボン』 | CD   | SRCL-12910（完全生産限定盤） |          |

#### ミニアルバム
|     | 発売日         | タイトル    | 規格 | 規格品番   | オリコン |
| --- | -------------- | ----------- | ---- | ---------- | -------- |
| 1st | 2021年06月23日 | 『humming』 | CD   | RTDIGI0013 | -        |

### 歌手参加作品
- Rin音
  - earth meal feat. asmi
  - bless feat. asmi
  - Good Bye feat. asmi
  - Fruits feat. asmi
- Bye-Bye-Handの方程式
  - 甘えたいだけなのだ feat. asmi
- iCE KiD
  - 鳴らなくなった電話 feat. 武 & asmi
- luvis
  - stereo night feat. asmi
- MAISONdes
  - ヨワネハキ feat. 和ぬか & asmi
  - アイワナムチュー feat. asmi, すりぃ
- okano_skywalker
  - 海月 feat. asmi
- pinoko
  - JUNK feat. asmi
- Tokimeki Records
  - Miracle Love feat. asmi
- THREE1989
  - 愛の処方箋 feat. asmi
- Taro Ishida
  - X'mas wreath feat. asmi, A夏目
- meiyo
  - なにやってもうまくいかない feat. asmi
- もさを。
  - もう一度 feat. asmi
- 竹内唯人
  - LIFULL feat. asmi
- Mrs. GREEN APPLE
  - ブルーアンビエンス feat. asmi
- MIMiNARI
  - 言えない feat. asmi
- 神はサイコロを振らない
  - 朝靄に溶ける feat. asmi
- KERENMI
  - boy feat. asmi & imase
- wacci
  - リバイバル feat. asmi

## タイアップ一覧
自名義
| 起用年 | 曲名                   | タイアップ先                                                    |  |
| ------ | ---------------------- | --------------------------------------------------------------- |  |
| 2023年 | 破壊前夜のこと         | MBS/TBS系アニメイズム『デキる猫は今日も憂鬱』エンディングテーマ |  |
| 2023年 | 線路は続くよどこまでも | JR西日本『ナツノレイル旅』2023年夏CMソング                      |  |
| 2023年 | 開青                   | TBS系火曜ドラマ『マイ・セカンド・アオハル』挿入歌               |  |
| 2024年 | 恋                     | ららぽーと『楽しすぎちゃえ。』編CMソング                        |  |
| 2024年 | 恋                     | ららぽーと『明日、行こっと。ららぽーと。』編CMソング            |  |
| 2024年 | こっち向いてほい       | テレビ朝日系火曜9時枠テレビドラマ『民王R』主題歌                |  |
| 2025年 | 大きな玉ねぎの下で     | 東映映画『大きな玉ねぎの下で』主題歌                            |  |
| 2025年 | 手紙                   | 東映映画『大きな玉ねぎの下で』挿入歌                            |  |
| 2025年 | そんなもんね           | TOKYO MXほかアニメ『日々は過ぎれど飯うまし』オープニングテーマ  |  |
| 2025年 | 君がくれたもの         | テレビアニメ『カッコウの許嫁 Season2』オープニングテーマ        |  |

コラボ・参加曲
| 曲名                                  | タイアップ                                                                 |
| ------------------------------------- | -------------------------------------------------------------------------- |
| cuddle feat. asmi                     | NHK Eテレ『マトヤマ家のじかんだよ!』エンディングテーマ                     |
| ブルーアンビエンス (feat. asmi)       | ABEMA『今日、好きになりました。初虹編』主題歌                              |
| 言えない feat. asmi                   | MBS/TBS系スーパーアニメイズム『彼女、お借りします』第2期エンディングテーマ |
| アイワナムチュー feat. asmi, すりぃ   | フジテレビ系ノイタミナ『うる星やつら』第2クールオープニングテーマ          |
| ドキメキダイアリー asmi feat. Chinozo | テレビ東京系『ポケットモンスター』オープニングテーマ                       |
| リバイバル feat. asmi                 | フジテレビ系『めざましどようび』テーマソング                               |
| Good Bye feat. asmi                   | Netflix『離婚しようよ』主題歌                                              |
| Fruits feat. asmi                     | Netflix『離婚しようよ』主題歌                                              |

## 出演

### TV
- 2021年10月9日 - NHK総合『シブヤノオト and more FES.2021』- MAISONdesとして出演
- 2021年10月26日 - TBS系『PLAYLIST』
- 2021年12月6日 - TBS系『CDTVライブ！ライブ！』 - MAISONdesとして出演
- 2021年12月7日 - NHK総合『うたコン』 - MAISONdesとして出演
- 2021年12月31日 - NHK Eテレ『いないいないばあっ！ 25周年 ワンワン25』 - Rin音と共に出演
- 2021年12月31日 - TBS系『CDTVライブ！ライブ！年越しスペシャル2021→2022』 - asmi名義でハラミちゃんと共演 / MAISONdesとして出演
- 2022年2月23日 - テレビ東京系『テレ東音楽祭2022春 〜思わず歌いたくなる!最強ヒットソング100連発〜』 - MAISONdesとして出演
- 2022年2月27日 - フジテレビ『うたつむぎ』
- 2022年5月19日 - フジテレビ系『ポップUP!』
- 2022年5月26日 - TBS系『CDTVライブ！ライブ！』
- 2022年5月28日 - 讀賣テレビ『カミオト-上方音祭-』
- 2022年6月24日 - 日本テレビ系『バズリズム02』
- 2022年7月3日 - NHK総合『Venue 101 EXTRA』
- 2022年7月10日 - フジテレビ系『Love music』
- 2023年3月31日 - テレビ東京系『アニメ「ポケットモンスター」音楽祭』
- 2023年4月20日 - テレビ東京系『あのちゃんの電電電波♪』
- 2023年5月2日 - NHK総合『ニュースLIVE! ゆう5時』
- 2023年6月16日 - 讀賣テレビ『カミオト-前夜祭-』
- 2023年6月21日 - フジテレビ系『めざましテレビ』
- 2023年6月23日 - フジテレビ系『ぽかぽか』
- 2023年6月27日 - TBS系『PLAYLIST』
- 2023年6月28日 - テレビ東京系『テレ東音楽祭2023夏 〜思わず歌いたくなる!最強ヒットソング100連発〜』
- 2023年7月26日・29日 - 関西テレビ『日本列島パクパクasmiちゃん』 - 自身初の冠番組
- 2023年7月27日 - 讀賣テレビ『カミオト夜』
- 2023年8月14日 - TBS系『CDTVライブ！ライブ！』
- 2023年12月31日 - TBS系『CDTVライブ！ライブ！年越しスペシャル！2023→2024』

### テレビドラマ
- マイ・セカンド・アオハル 第7話（2023年11月28日、TBS） - 木村沙良 役[14]
- 民王R 第6話（2024年11月26日、テレビ朝日） - アスミ 役

### ラジオ
- 2020年11月7日 - FM802『WEEKEND PLUS』 - インタビュー出演
- 2020年11月10日 - FM802『Poppin'FLAG!!!』 - インタビュー出演
- 2020年11月13日 - FM802『BRIGHT MORNING』
- 2021年10月8日 - TOKYO FM『JUMP UP MELODIES TOP 20』 - meiyoと共に出演
- 2022年3月1日 - NHK-FM『ミュージックライン』
- 2022年5月3日 - ZIP-FM『×music』
- 2022年11月28日 - InterFM897『MUSIClock』
- 2022年12月7日 - エフエム長崎『Sunrise Station』
- 2022年12月7日 - FM802『802 Easy Luck』
- 2022年12月12日 - FM大阪『Music Bit』
- 2022年12月13日 - FM802『UPBEAT!』
- 2023年3月15日 - NHK-FM『ミュージックライン』
- 2023年3月16日 - TOKYO FM『SCHOOL OF LOCK!』
- 2023年3月21日 - interFM897『MUSIClock』
- 2023年4月7日 - 2023年6月30日 - MBSラジオ『週刊ヤングフライデー』 - シーズンパートナー
- 2023年4月27日 - TOKYO FM『NIGHT DIVER』
- 2023年5月3日 - 広島FM『大窪シゲキの9ジラジ』
- 2023年5月4日 - FM802『UPBEAT!』(イオンモール橿原にて4月30日に公開収録)
- 2023年5月11日 - ZIP-FM『×music』 - imaseと共に出演
- 2023年5月11日 - Date fm『SOUND GENIC』
- 2023年5月26日 - Kiss FM KOBE『Kiss Music Presenter FRIDAY』
- 2023年5月31日 - NHK-FM『ミュージックライン』
- 2023年6月2日 - ZIP-FM『FRIDAY MUSIC PUZZLE』
- 2023年6月5日 - RCCラジオ『ヨルノバ』
- 2023年6月6日 - 東北放送『GoGoはみみこい ラジオな気分』
- 2023年6月6日 - Date fm『RAD 〜Radio All Day〜』
- 2023年6月12日 - interFM897『MUSIClock』
- 2023年6月12日 - FMヨコハマ『ドア開けてます！』
- 2023年7月14日 - AIR-G'『IMAREAL』

### 映画
- 大きな玉ねぎの下で（2025年2月7日、東映） - アーティスト A-ri（アリ） 役[15][9]

## 主なライブ

### ワンマンライブ・主催イベント
| 開催日                                          | タイトル                                                    | 開催場所（開催順） | 備考                                                                                            |
| ----------------------------------------------- | ----------------------------------------------------------- | --- | ----------------------------------------------------------------------------------------------- |
| 2022年5月6日、5月21日                           | asmi special live 「ギターもなしに歌えというのか!?」        | CLUB QUATTRO、BIGCAT |                                                                                                 |
| 2022年12月10日 - 12月23日                       | asmi special live tour「Do you know me?」                   | LIQUIDROOM INSA（福岡） なんばHatch |                                                                                                 |
| 2023年3月25日 - 3月26日、6月18日、2024年7月13日 | ファンクラブイベント『Panda Secret Meeting』〜初デート編〜  | LIVE SQUARE 2nd Line（大阪） BASEMENT BAR（東京） Kieth flack（福岡） HeartLand（名古屋） | 自身初のファンクラブ限定イベント。                                                              |
| 2023年5月3日 - 7月17日                          | asmi Special live tour「Nice to meet you!」〜ご挨拶周り編〜 | アリオ鳳 ピエリ守山 アリオ倉敷 阪急西宮ガーデンズ ファボーレ 金沢フォーラス くずはモール アリオ橋本 エアポートウォーク名古屋 イオンモール松本 イオンモール広島府中 イオンモール土浦 プレ葉ウォーク浜北 アリオ川口 イオンモール福岡 もりのみやキューズモールBASE 汐留シオサイト サッポロファクトリー |                                                                                                 |
| 2023年6月2日 - 6月17日                          | asmi special live tour「Nice to meet you!」                 | SPADE BOX （名古屋） mint hall（横浜） darwin （仙台） VARIT（神戸） Live space Read（広島） | ツアー特設ページ                                                                                |
| 2023年11月23日、11月26日                        | asmi special live「Wonder Closet」                          | LINE CUBE SHIBUYA COOL JAPAN PARK OSAKA WWホール | 自身初のホールワンマンライブ。 イベント特設ページ                                               |
| 2024年2月4日、2月17日                           | asmi OFFICIAL FAN CLUB パンダまみれ 1st Anniversary Live    | 渋谷Circus Tokyo、梅田Shangri-La |                                                                                                 |
| 2024年6月8日 - 7月14日                          | asmi special live tour 2024「リボンをほどいて」             | ell. FITS ALL（名古屋） AZ（金沢） BESSIE HALL（札幌） darwin（仙台） DIME（高松） CLUB QUATTRO（広島） BEAT STATION（福岡） Zepp DiverCity（東京） Zepp Namba（大阪） | ゲストアーティストとしてRin音、クボタカイ、A夏目、ICARUS、キズナの出演が決定。 ツアー特設サイト |
| 2024年9月7日 - 9月23日                          | asmi special acoustic live tour 2024「Twilight」            | MUSE（京都） PALOOZA（千葉） NAVARO（熊本県） IMAGE（岡山） |                                                                                                 |

### 出演イベント
- 2019年
  - 11月03日 - BRUSH UP FESTIVAL 2019
- 2020年
  - 1月06日 - 十代白書2020 ～大阪キタエリア / LIVE SQUARE 2nd LINE大会～
  - 3月26日 - 十代白書2020 決勝大会
  - 8月27日 - Repaint'20
  - 9月20日 - KANSAI LOVERS 2020
  - 10月06日 - 「LUCK RIVER OSAKA #1」
  - 11月08日 - BRUSH UP FESTIVAL 2020
  - 11月29日 - Seek a Sence -2020-
- 2021年
  - 2月28日 - iCE KiD"星空少年" Release party in OSAKA
  - 6月12日 - フロムニューエイジアツアー2021
  - 10月09日 - MINAMI WHEEL 2021
- 2022年
  - 1月27日 - CLAPPERBOARD -Enjoy the weekend!- vol.3
  - 3月18日 - CONTACT!! Vol.18
  - 3月20日 - なにわんFES
  - 3月31日 - 超超十代- ULTRA TEENS FES- 2022
  - 7月8日 - ARENA SHOW "Utopia"(Mrs. GREEN APPLEのライブ)
  - 7月17日 - NUMBER SHOT 2022
  - 7月24日 - ジャイガ-OSAKA GIGANTIC MUSIC FESTIVAL 2022-
  - 8月17日 - バーチャル冒険アイランド2022 めざましライブ
  - 8月19日 - コカ・コーラ SUMMER STATION 音楽LIVE
  - 8月21日 - SUMMER SONIC 2022
  - 9月18日 - KANSAI LOVERS 2022～15th Anniversary～ 再会
  - 11月17日 - meiyo presents "閃一発_2022"
- 2023年
  - 3月4日 - Zephyren Presents A.V.E.S.T project vol. 17
  - 3月30日 - 超十代- ULTRA TEENS FES- 2023
  - 7月15日 - JOIN ALIVE 2023
  - 7月21日 - MAISONdes LIVE #1
  - 8月10日 - お台場冒険王2023 SUMMER SPLASH! めざましライブ
  - 8月13日 - エキサイティングサマーinワジキ 2023
  - 8月15日 - アニポケ夏祭り!! in 池袋・サンシャインシティ
  - 9月9日 - MU:CON SEOUL2023
  - 9月18日 - Meeting
  - 9月30日 - 大洗海上花火大会
  - 10月7日 - UNI9UE PARK’23
  - 10月9日 - Eggs presents FM802 MINAMI WHEEL 2023